# Gerstetten
Gerstetten ist eine Gemeinde im baden-württembergischen Landkreis Heidenheim in der Region Ostwürttemberg.

## Geographie
Gerstetten liegt auf der Ostalb. Wacholderheiden prägen die Landschaft, welche zu Zeiten des frühen Jurameeres ein großes Korallenriff war.
Gerstetten ist nach Baiersbronn im Schwarzwald die flächengrößte Gemeinde in Baden-Württemberg ohne Stadtrecht.

### Gemeindegliederung
Die Gemeinde Gerstetten besteht aus den Ortsteilen Dettingen am Albuch, Gerstetten, Gussenstadt, Heldenfingen, Heuchlingen, Heuchstetten und Sontbergen, die mit Ausnahme der beiden letztgenannten ehemals selbstständige Gemeinden waren, die im Zuge der Gemeindereform in den 1970er Jahren nach Gerstetten eingemeindet wurden. Die offizielle Benennung der Ortsteile besteht aus dem vorangestellten Namen der Gemeinde und dem nach Bindestrich dahinter gestellten Namen des jeweiligen Ortsteils. Die Gemeinde Gerstetten ist zudem in die fünf Wohnbezirke Dettingen am Albuch, Gerstetten, Gussenstadt, Heldenfingen, Heuchlingen (mit Heuchstetten und Sontbergen) eingeteilt. Die Ortsteile Dettingen am Albuch, Gussenstadt, Heldenfingen und Heuchlingen bilden Ortschaften im Sinne der baden-württembergischen Gemeindeordnung mit eigenem Ortschaftsrat und Ortsvorsteher.
Zur Gemeinde Gerstetten gehören 16 separat gelegene Dörfer, Weiler, Höfe und Häuser.
Zur ehemaligen Gemeinde Dettingen am Albuch gehören das Dorf Dettingen am Albuch, die Höfe Bindstein, Burgholzhöfe und Falkenstein und das Haus Ziegelei sowie die abgegangenen Ortschaften Burgstall Hürgenstein, Berghof, Ratfelden, Redern und Sillenstetten.
Zur Gemeinde Gerstetten im Gebietsstand vom 31. März 1971 gehören das Dorf Gerstetten, die Weiler Heuchstetten, Heutenburg und Sontbergen (Umgemeindung von Bräunisheim nach Gerstetten am 1. Juli 1974) und die Höfe Erpfenhauser Hof, Mäderhaus und Neuburghof sowie die abgegangenen Ortschaften Emmerstetten, Erpfenhausen, Egelstetten und Steinhaus.
Zur ehemaligen Gemeinde Gussenstadt gehören das Dorf Gussenstadt sowie die abgegangenen Ortschaften Berlingen, Goldweiler (Vorderweiler), Hagenhülb, Taubenloch und Wallbach (=Wallbuch).
Zur ehemaligen Gemeinde Heldenfingen gehören das Dorf Heldenfingen und das Gehöft Rüblingerhof sowie die abgegangenen Ortschaften Rüblingen, Meusebrunnen und Gensebrunnen.
Zur ehemaligen Gemeinde Heuchlingen gehören das Dorf Heuchlingen sowie die abgegangene Ortschaft Jungholz.

### Flächenaufteilung
Nach Daten des Statistischen Landesamtes, Stand 2014.

## Bevölkerung
Einwohnerstand zum 31. Dez. 2021:
| Gerstetten          | 6.372  |
| Dettingen am Albuch | 1.930  |
| Gussenstadt         | 1.359  |
| Heldenfingen        | 990    |
| Heuchlingen         | 878    |
| Heuchstetten        | 110    |
| Sontbergen          | 48     |
| insgesamt           | 11.687 |

## Geschichte

### Frühe Geschichte
Gerstetten feierte im Jahre 1986 basierend auf der Ersterwähnung sein 1000-jähriges Bestehen. Aufgrund seines Namens könnte der Ort bis in die späte Merowingerzeit zurückreichen. Namensbildungen auf -stetten sind typisch für diese Zeit. Namen auf -ingen wie bei Heuchlingen und Dettingen gehören zu einer etwas früher einsetzenden Namensschicht. In den Ortsnamen sind die Namen von Gero, Huchilo und Detto enthalten, deren Bedeutung als Ortsgründer aber nicht erwiesen werden kann.
Einschlägige merowingerzeitliche Funde sind aus Gerstetten bisher jedoch nicht bekannt geworden. Hinweise auf die Funde eines Reihengräberfeldes um 1850 lassen sich heute nicht mehr verifizieren, da die Funde verschollen sind. Der Fund einer um 303 geprägten Münze ist nicht als sicherer Siedlungsbeleg zu werten.
Sicher in die Merowingerzeit oder gar noch weiter reichen die Teilorte Heuchlingen und Dettingen zurück. Bei Heuchlingen sind frühalamannische Siedlungsfunde bekannt, bei Dettingen gibt es Hinweise auf Reihengräber.
Die Gegend war bereits seit dem Neolithikum besiedelt und weist auch einige römische Fundstellen auf.

### Hoch- und Spätmittelalter
Im Mittelalter hatte Gerstetten ein Marktrecht, welches dem der Reichsstadt Gmünd entsprach.  Zudem waren die Bewohner frei von Leibeigenschaft. Sie betrieben Leinenwebereien und handelten mit Salz. Die wirtschaftlichen Beziehungen reichten insbesondere zu den Reichsstädten nach Ulm und Augsburg. Seit 1356 gehörte Gerstetten zur Herrschaft Heidenheim und kam somit 1504 zum Herzogtum Württemberg. Seither war Gerstetten dem württembergischen Amt in Heidenheim unterstellt.

### Frühere Neuzeit
1536 ließ Herzog Ulrich die Reformation durchführen. Während des Dreißigjährigen Kriegs drangen nach der verlorenen Schlacht bei Nördlingen 1634 die siegreichen kaiserlichen Truppen vor und brannten Gerstetten nieder. Im 18. Jahrhundert siedelten sich evangelische Flüchtlinge aus Salzburg und Vorarlberg an.

### 19. Jahrhundert
Bei der Umsetzung der neuen Verwaltungsgliederung im Königreich Württemberg blieb Gerstetten dem Oberamt Heidenheim zugeordnet.

### 20. Jahrhundert
1908 wurde in Heuchlingen ein Dieselkraftwerk für die Genossenschaft Elektrizitätswerk für die Heidenheimer und Ulmer Alb gegründet, mit dem eine Elektrizitätsversorgung der Region geschaffen wurde und aus der die Mittelschwäbische Überlandzentrale entstand.

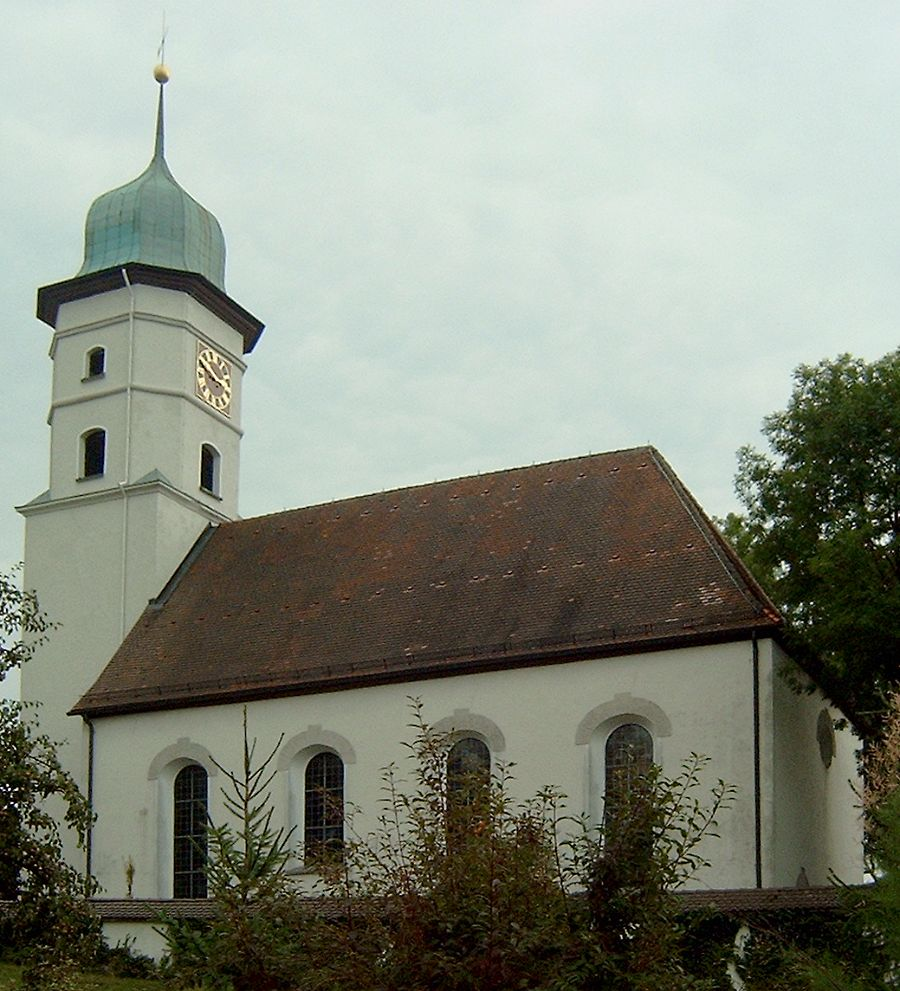
Die evangelische Michaelskirche

Die Verwaltungsreform vom 25. April 1938 während der NS-Zeit in Württemberg führte zur Zugehörigkeit zum Landkreis Heidenheim. Nach dem Zweiten Weltkrieg wurde der Ort Teil der Amerikanischen Besatzungszone und gehörte somit zum neu gegründeten Land Württemberg-Baden, das 1952 im jetzigen Bundesland Baden-Württemberg aufging.

### Religionen
Der Großteil der Bevölkerung ist auf Grund der historischen Zugehörigkeit zu Altwürttemberg evangelischer Konfession.

### Eingemeindungen
- 1. April 1971: Heldenfingen[13]
- 1. Juli 1971: Gussenstadt[13]
- 1. April 1972: Dettingen am Albuch[14]
- 1. Juli 1974: Heuchlingen[15]

Am 1. Juli 1974 wurde Sontbergen, bis zum 30. November 1973 ein Ortsteil von Bräunisheim (Alb-Donau-Kreis), von der Nachbargemeinde Amstetten nach Gerstetten umgegliedert.

### Einwohnerentwicklung
Die Einwohnerzahlen nach dem jeweiligen Gebietsstand sind Schätzungen, Volkszählungsergebnisse (¹) oder amtliche Fortschreibungen des Statistischen Landesamtes Baden-Württemberg (nur Hauptwohnsitze).
| Jahr                 | Einwohner |
| -------------------- | --------- |
| 1. Dezember 1871 1   | 6.168     |
| 1. Dezember 1880 1   | 6.411     |
| 1. Dezember 1890 1   | 6.130     |
| 1. Dezember 1900 1   | 5.670     |
| 1. Dezember 1910 1   | 5.851     |
| 16. Juni 1925 1      | 5.834     |
| 16. Juni 1933 1      | 5.736     |
| 17. Mai 1939 1       | 5.539     |
| 13. September 1950 1 | 7.931     |
| 6. Juni 1961 1       | 8.968     |

| Jahr              | Einwohner |
| ----------------- | --------- |
| 27. Mai 1970 1    | 9.981     |
| 31. Dezember 1980 | 10.058    |
| 25. Mai 1987 1    | 10.407    |
| 31. Dezember 1990 | 10.791    |
| 31. Dezember 1995 | 11.598    |
| 31. Dezember 2000 | 12.063    |
| 31. Dezember 2005 | 12.085    |
| 31. Dezember 2010 | 11.667    |
| 31. Dezember 2015 | 11.664    |
| 31. Dezember 2020 | 11.703    |

## Politik

### Gemeinderat
In Gerstetten wird der Gemeinderat nach dem Verfahren der unechten Teilortswahl gewählt. Dabei kann sich die Zahl der Gemeinderäte durch Überhangmandate verändern. Der Gemeinderat in Gerstetten besteht nach der letzten Wahl  aus den gewählten 25 (vorher 26) ehrenamtlichen Gemeinderäten und dem Bürgermeister als Vorsitzendem. Der Bürgermeister ist im Gemeinderat stimmberechtigt. 
Die Kommunalwahl am 9. Juni 2024 führte zu folgendem Ergebnis.
| Parteien und Wählergemeinschaften | Parteien und Wählergemeinschaften                  | % 2024  | Sitze 2024 | % 2019 | Sitze 2019 |
| FWV                               | Freier Wählervereinigung                           | 51,80   | 13         | 45,0   | 12         |
| Grüne                             | Bündnis 90/Die Grünen und Unabhängige              | 15,89   | 4          | 21,0   | 5          |
| CDU                               | Christlich Demokratische Union Deutschlands        | 5,84    | 1          | 11,4   | 3          |
| KWG                               | Kommunale Wählergemeinschaft/SPD                   | 15,03   | 4          | 12,4   | 3          |
| ÖDP                               | Ökologisch-Demokratische Partei/Unabhängige Bürger | 9,30    | 2          | 7,1    | 2          |
| FDP                               | Freie Demokratische Partei                         | 2,15    | 1          | 3,2    | 1          |
| gesamt                            | gesamt                                             | 100,0   | 25         | 100,0  | 26         |
| Wahlbeteiligung                   | Wahlbeteiligung                                    | 64,05 % | 64,05 %    | 61,5 % | 61,5 %     |

### Bürgermeister
Bürgermeister ist seit 2025 Matthias Heisler. Zuvor amtierte von 1994 bis 2025 Roland Polaschek.

### Wappen
| Wappen der Gemeinde Gerstetten | Blasonierung: „In Silber (Weiß) über einem grünen Dreiberg ein nach oben fliegender roter Bussard.“ |
| Wappen der Gemeinde Gerstetten | Wappenbegründung: Ein dem Stil nach aus dem 17. Jahrhundert stammendes Siegel des Marktfleckens lässt drei Gerstenähren erkennen. Nach 1922 zeigte das Siegelbild zunächst einen Ger (Speer), der gleichfalls auf den Ortsnamen hinweisen sollte. Auch das 1953 samt der grün-weißen Flagge verliehene Gemeindewappen enthielt den Ger, mit dem ein grünes Laubblatt in silbernem Schild belegt war. Nach der 1971 bis 1974 erfolgten Eingliederung von vier Orten legte die Gemeinde dieses Wappen ab. Das neue Wappen weist mit dem Dreiberg auf das hochgelegene, von Landrücken und Trockentälern durchzogene Gemeindegebiet hin, der Bussard auf die vielen dort horstenden Greifvögel. Die Wappenfarben sind die der Grafen von Helfenstein, die in der Geschichte der meisten Ortsteile eine Rolle spielten. Das heutige Wappen wurde der Gemeinde Gerstetten am 21. April 1975 vom Innenministerium verliehen. |

Wappen der ehemals eigenständigen Gemeinden und heutigen Ortsteile

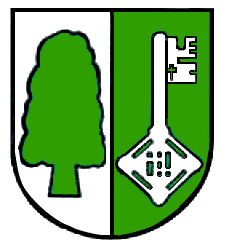
Dettingen am Albuch
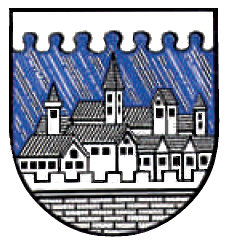
Gussenstadt
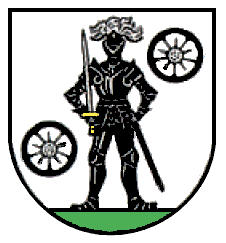
Heldenfingen
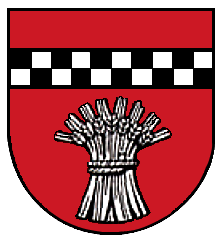
Heuchlingen

### Gemeindepartnerschaften
Gerstetten unterhält seit dem 27. Juni 1992 eine Partnerschaft zur französischen Gemeinde Cébazat in der Auvergne bei Clermont-Ferrand und seit dem 5. Mai 1996 zur ungarischen Stadt Pilisvörösvár (deutsch: Werischwar).

### Partnerschaftsverein
Zur Förderung der Partnerschaften Gerstettens in Europa wurde am 1. Juni 2005 die Gründungsversammlung des Partnerschaftsvereins Gerstetten im Sitzungssaal des Rathauses in Gerstetten abgehalten. Neben zahlreichen Bürgern wurden auch viele Vereine der Gemeinde Gerstetten Mitglied im Partnerschaftsverein. Dem Partnerschaftsverein steht seit Gründung Franz Nerad vor.

## Wirtschaft und Infrastruktur

### Verkehr
Fünf Kilometer nördlich von Gerstetten verläuft die Bundesstraße 466 zwischen Süßen (B 10) und Heidenheim an der Brenz. Als Zubringer dient die Landesstraße 1165, die von Aalen über Gerstetten nach Ulm führt. Die Landesstraße 1164 zieht sich von Geislingen an der Steige kommend durch das gesamte Gemeindegebiet und verläuft weiter nach Herbrechtingen und Heidenheim. Von der Bundesautobahn 7 (Anschlussstelle Niederstotzingen) ist Gerstetten in zirka 15 Minuten, von der Bundesautobahn 8 (Anschlussstelle Merklingen oder Ulm-West) in rund 25 Minuten zu erreichen.
Die Buslinie 75 verbindet Gerstetten und Gussenstadt mit Heidenheim, die Buslinie 70 führt von Gerstetten über Heldenfingen, Heuchlingen und Dettingen nach Heidenheim (HTV-Tarif). Mit der Linie 585 bestehen eingeschränkte Fahrtmöglichkeiten nach Ulm (DING-Tarif). Die nächstgelegenen Bahnhöfe mit regulärem Personenverkehr sind Heidenheim (Bahnstrecke Aalen–Ulm) und Geislingen an der Steige (Filstalbahn Stuttgart–Ulm). Geislingen ist mit öffentlichen Verkehrsmitteln von Gerstetten aus nur über große Umwege zu erreichen.
Die betriebsfähige historische Bahnstrecke Amstetten–Gerstetten nach Amstetten wird für Museumseisenbahnfahrten sowie den Güterverkehr genutzt, der auch das finanzielle Standbein der Bahn ist.
Durch Gerstetten verläuft als Landes-Radfernweg der Albtäler-Radweg; es handelt sich um einen Rundkurs zwischen Römerstein und Giengen. Er verläuft von Herbrechtingen ins Eselsburger Tal und von dort hinauf über die Ortsteile Dettingen am Albuch und Heldenfingen nach Gerstetten und weiter über den Ortsteil Gussenstadt Richtung Böhmenkirch (Ortsteile Steinenkirch und Treffelhausen).
Zwei Kilometer östlich des Ortes betreibt der Flugsportverein Gerstetten e. V. einen Flugplatz mit dem Status eines Sonderlandeplatzes.

### Ansässige Unternehmen
Zulieferindustrie für die Automobilindustrie und weitere vor allem mittelständische Unternehmen prägen das Wirtschaftsbild Gerstettens.

### Bildung
Im Kernort Gerstetten gibt es neben der Realschule auch eine Grund- und Hauptschule und eine Förderschule. Dettingen, Gussenstadt und Heldenfingen verfügen über eigene Grundschulen.

### Sport
Der größte ortsansässige Breitensportverein ist der Verein für Leibesübungen Gerstetten e. V. mit seinen fünf Abteilungen.
Die Fußballabteilung des VfL spielte vor der Jahrtausendwende lange Zeit gemeinsam mit dem Heidenheimer Sportbund in der Landesliga. Danach musste der VfL den Gang in die niederste Spielklasse der Kreisliga B antreten.
In der Spielrunde 2011/2012 glückte den Gerstettern aber dann der Aufstieg von der Kreisliga A in die Bezirksliga. Bei dem letzten entscheidenden Spiel um den Aufstieg gegen Türkspor Heidenheim, die mit einem Gerstetter als Trainer antraten, gewann der VfL unter gut 500 Zuschauern mit 5:0 Toren. Nach dem Abstieg in die Kreisliga A 2015/2016 gelang im Folgejahr der direkte Wiederaufstieg in die Bezirksliga.
Auch der rund 600 Mitglieder zählende Nachbarverein SV Heldenfingen spielte mehrere Jahre in der Bezirks- und Landesliga. Nachdem sich der Verein im Jahr 1999 nach dem Abstieg in die Kreisliga A mit dem RSV Heuchlingen zu einer Spielgemeinschaft zusammenschloss, war man lange Zeit der höchstklassige Verein in der Gesamtgemeinde und verpasste den Wiederaufstieg in die Bezirksliga zwischen 2005 und 2007 jeweils nur knapp. Nach der Meisterschaft und dem Aufstieg 2007/2008 musste man jedoch zwei Jahre später wieder den Gang in die Kreisliga A antreten. 2018/2019 gelang dank einer überzeugenden Saison in der Kreisliga A die Meisterschaft und die Rückkehr in die Bezirksliga, die man 2021/2022 als zweitbester Kreisvertreter auf dem achten Platz abschloss.
Neben der SG Heldenfingen/Heuchlingen, dem VfL Gerstetten und dem TSV Gussenstadt nimmt auch der TSV Altheim/Alb aus dem benachbarten Alb-Donau-Kreis alljährlich am Albpokal der Gemeinde Gerstetten teil. Dieser wird nach zwei Jahren coronabedingter Pause im Jahr 2022 bereits zum 49. Mal ausgetragen.

### Wandern
Rund um Gerstetten gibt es zahlreiche Wanderwege, die sehr abwechslungsreich durch Wälder und über Felder führen. Zum Teil sind sie asphaltiert, zum Teil mit Kies, zum Teil sind es aber auch ausgesprochene Wiesenwege. Diese lassen sich im Sommer auch ohne Probleme barfuß begehen. 
Der Albschäferweg führt dabei über die Weidewege der Albschäfer.

## Kultur und Sehenswürdigkeiten

### Kirchen

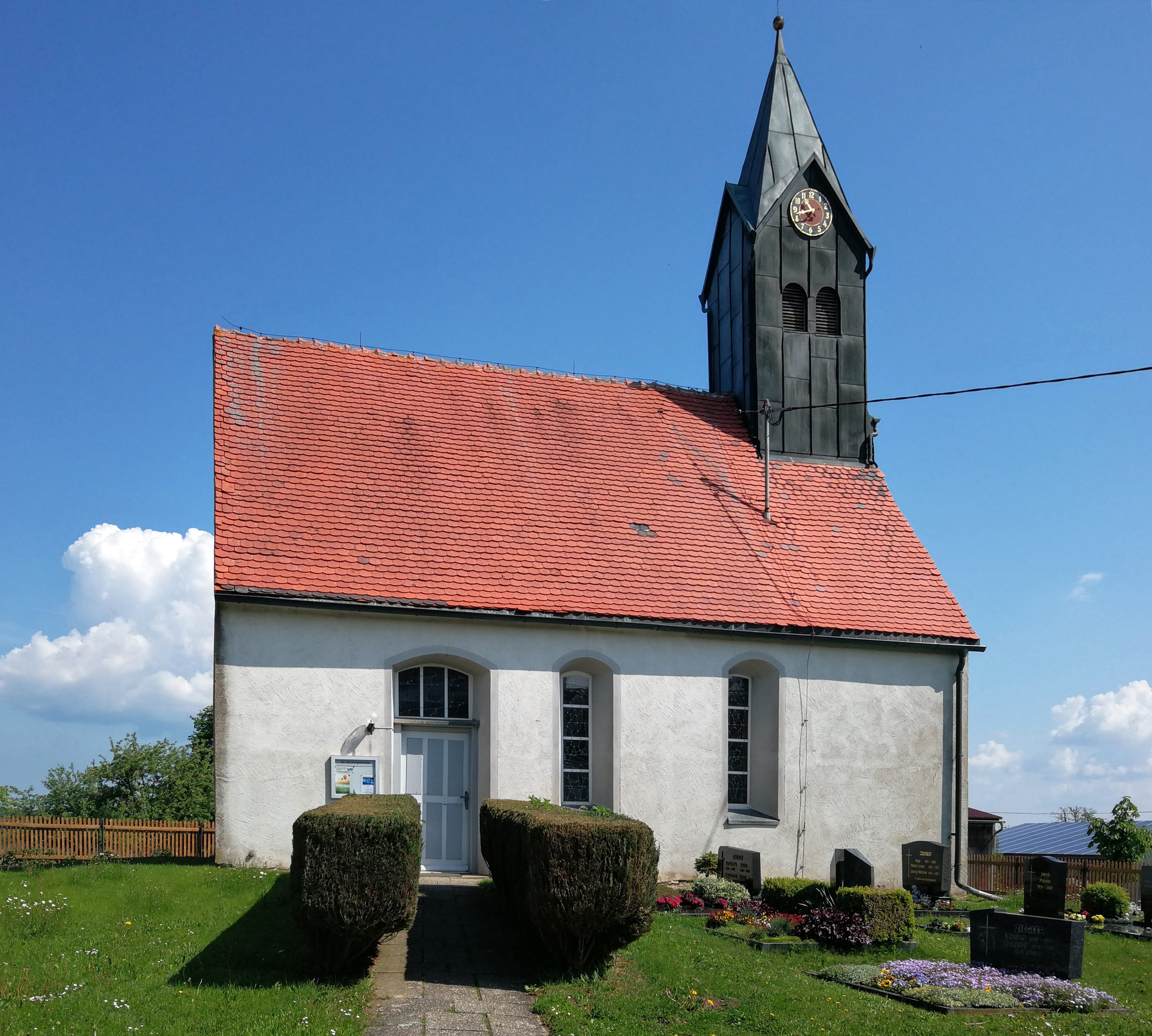
Evangelische Jakobuskirche im Ortsteil Sontbergen

Die evangelische Nikolauskirche ist die älteste Kirche in Gerstetten. Die ältesten Teile gehen zurück in die Zeit vor dem Jahr 1150.
Die zweite Kirche, die evangelische Michaelskirche, wurde 1774 erbaut. Die Apostelbilder vom Ende des 16. Jahrhunderts befanden sich früher an der Orgelempore im Ulmer Münster.
Die katholische Kirche St. Petrus und Paulus wurde 1958 erbaut.
Im Ortsteil Sontbergen steht die kleine evangelische Jakobuskirche. Sie wurde im Jahr 1356 zum ersten Mal erwähnt. 2004 erhielt sie Fenster von Sieger Köder.

### Museen
Im Ortsteil Gussenstadt steht das Museum im Ursula-Stift und Schmiede am Stift. Mit diesem Museum beherbergt Gussenstadt das älteste Museum seiner Art in Württemberg, welches im Jahre 1911 durch Georg Thierer – Verfasser der zweibändigen Ortschronik von Gussenstadt – in dem von seinem Bruder Valentin Thierer gestifteten Gemeindehaus eingerichtet wurde.

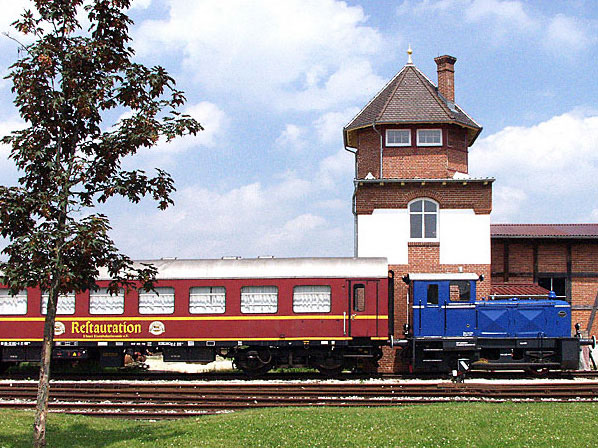
Bahnhof Gerstetten

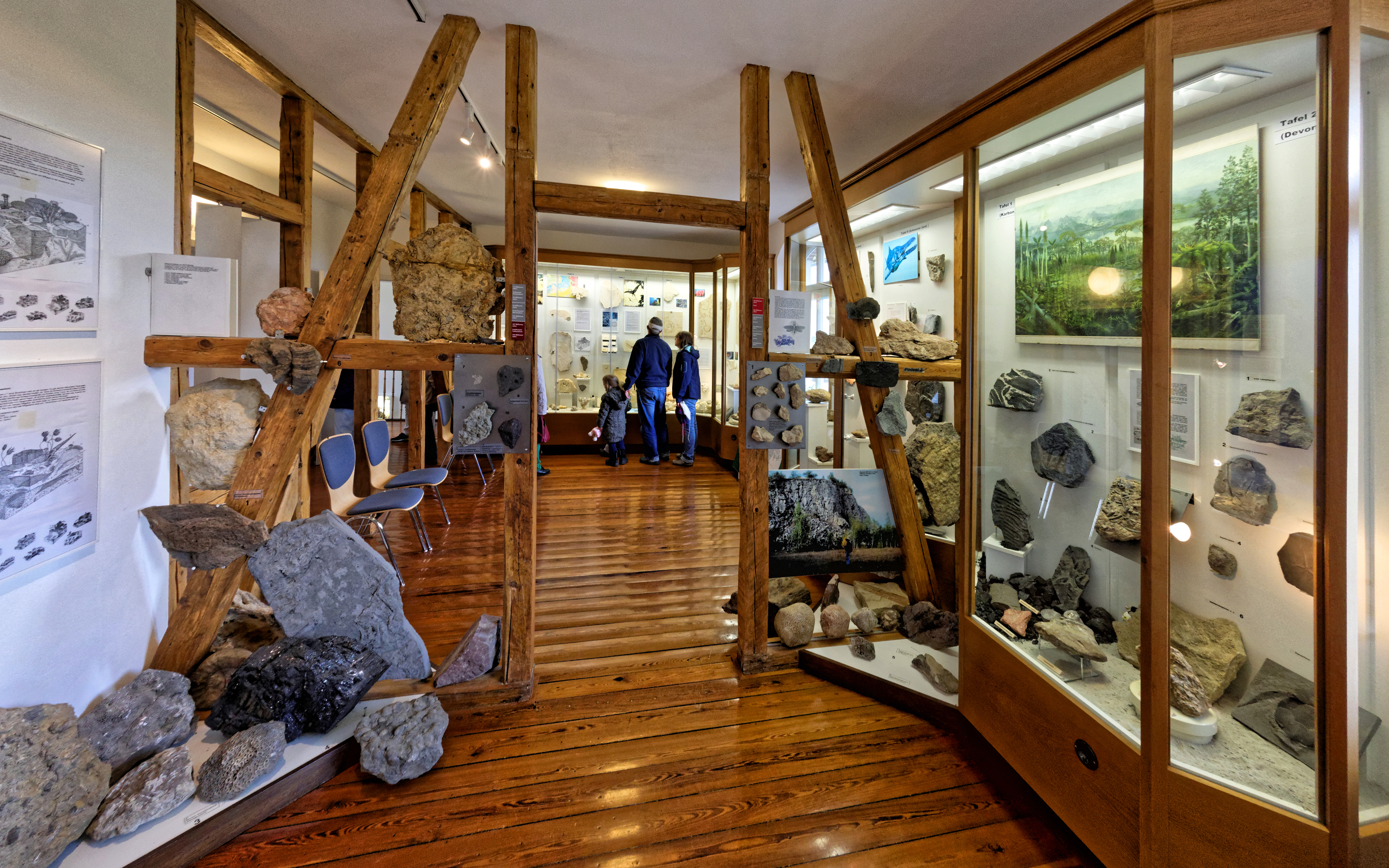
Ausstellungsraum im Riffmuseum Gerstetten im Bahnhof Gerstetten

Im Bahnhof Gerstetten (heute Endstation der Museumsbahn „Lokalbahn Amstetten-Gerstetten“) befinden sich das Eisenbahnmuseum und das Riffmuseum, welches seit 2004 eine Infostelle des UNESCO Geoparks Schwäbische Alb ist. Es werden Fossilien, Korallen und Schwämme aus einem Korallenriff der Jurazeit ausgestellt. Die historische, gut 20 Kilometer lange Nebenbahn-Bahnstrecke zwischen Gerstetten und Amstetten feierte im Jahr 2006 ihr 100-jähriges Jubiläum. Die Bahn wird seit 1997 vom Verein UEF Lokalbahn Amstetten-Gerstetten e. V. (Sektion der Ulmer Eisenbahnfreunde e. V.) betrieben. Sämtliche Eisenbahnfahrzeuge sowie die komplette Strecke sind im Eigentum des Vereins.

### Bauwerke
- Burg Falkenstein im Ortsteil Dettingen
- Der Gerstetter Wasserturm wurde 1982/83 erbaut und ist mit einer Höhe von 40,57 Meter eines der markantesten Bauwerke auf der Heidenheimer Alb.

### Das Hungerbrunnental
Der sogenannte Hungerbrunnen im Hungerbrunnental bei Heldenfingen ist eine Karstquelle, welche nur selten Wasser führt. Sprudelt die Quelle, so der Volksglaube, ist dies ein schlechtes Omen. Der Heldenfinger Hungerbrunnen ist seit 2019 als Geopoint des UNESCO Geoparks Schwäbische Alb ausgezeichnet. Im Hungerbrunnental gab es lange Zeit einen so genannten Freiplatz, der zu keiner Gemarkung oder Gemeinde gehörte. Auf diesem heute noch bekannten Platz auf einer Wiese hielten sich damals Verbrecher auf, und dort fanden auch viele Märkte und Feste statt, bis der Rat zu Ulm diese verbot.

### Regelmäßige Veranstaltungen
- Jeweils am Palmsonntag findet der Brezgenmarkt im Hungerbrunnental bei Heldenfingen statt. Dieser Krämermarkt ist seit 1533 durch Ulmer Ratsprotokolle urkundlich erwähnt. Die Zufahrt zum Brezgenmarkt ist für Autos gesperrt. Es ist von den Parkplätzen entweder einen etwa 20-minütigen Fußmarsch notwendig oder man lässt sich mit dem Pendelbus von Altheim (Alb) oder Heuchlingen her hinbringen.
- Zwischen Gerstetten und Amstetten, auf den Gleisen der Bahnstrecke Amstetten–Gerstetten, veranstaltet der Verein der Ulmer Eisenbahnfreunde seit 1997 Nostalgiefahrten mit historischen Fahrzeugen, darunter eine 1921 gebaute Dampflokomotive und ein Triebwagen von 1956.
- Jeweils am ersten Wochenende nach den Sommerferien findet das Gerstetter Alb-Drachenfest statt, das vom Flugsportverein Gerstetten mit Unterstützung der Heidenheimer Albflyer seit 1995 organisiert wird
- Alle vier Jahre findet auf dem Sportplatz an der Altheimer Steige der alljährliche Albpokal statt. Dieser wird von den Vereinen VfL Gerstetten, SG Heldenfingen/Heuchlingen, TSV Gussenstadt und TSV Altheim/Alb stets an einem Wochenende vor Beginn der Punktrunde (im Regelfall am letzten Wochenende im Juli) ausgespielt. Der Gastgeber wechselt dabei jedes Jahr.

## Persönlichkeiten aus Gerstetten
- 1578 Andreas Josua Ulsheimer, † ???, geboren in Gerstetten, Arzt und Weltreisender
- 1831, 3. August, Christian Fink, † 4. September 1911 in Esslingen, geboren in Dettingen, Musiker, Komponist und Pädagoge
- 1841, 10. März, Friedrich Fink, † 19. Dezember 1896 in Stuttgart, geboren in Dettingen am Albuch, Musiker und Komponist
- 1896, 16. Juli, Gottlob Berger, † 5. Januar 1975 in Stuttgart, SS-Obergruppenführer und General der Waffen-SS
- 1905, 21. August, Wilhelm Häberle, † nach 1979, geboren in Dettingen, Missionar in Kamerun und Schriftsteller
- 1906, 1. März, Heinrich Roth, † 7. Juli 1983 in Göttingen, Pädagoge und Psychologe
- 1929, 26. November in Gerstetten, Konrad Gaiser, † 3. Mai 1988 in Tübingen, Klassischer Philologe und Platon-Interpret
- 1931, 23. August, Günther Steeb, Volkswirt, Landtagsabgeordneter
- 1933, 11. Juni, Walther Zügel, † 11. Juli 2025 in Stuttgart, Bankier
- 1940, 21. Juli, Heide Gerstenberger, Politik- und Wirtschaftswissenschaftlerin
- 1965, Johannes Zimmermann, Theologe, Professor in Greifswald
- 1971, Birgit Gebhardt, Musik-Kabarettistin und Sängerin